# Hospital Riverview (Coquitlam)
El Hospital Riverview fue una institución de salud mental canadiense ubicada en la ciudad de Coquitlam, en la región occidental de Columbia Británica. Abierto en abril de 1913, funcionó bajo la gobernación de BC Mental Health & Addiction Services hasta que cerró en julio de 2012. En diciembre de 2015, el gobierno provincial anunció planes para reemplazar los edificios obsoletos con nuevas instalaciones de salud mental programadas para abrir en torno a 2019. Ese mismo año se iniciaron las obras de demolición de varios edificios con desperfectos en su estructura, pero sin iniciarse a continuación nuevas construcciones.
En su día, era conocido como Hospital Essondale, en honor al doctor Henry Esson Young (1862-1939), que desempeñó un papel importante en la creación del centro. El barrio donde se encuentra el hospital también pasó a conocerse como el barrio de Essondale.

## Historia
En 1876, el Royal Hospital de Victoria se convirtió en el primer centro de la Columbia Británica para albergar a pacientes con enfermedades mentales. Debido al hacinamiento, esta institución cerro, y los pacientes fueron trasladados al nuevo Asilo Provincial para Insanos en 1878. En 1904, ante nuevos problemas para hacer frente a la carga de personas a las que tratar, el gobierno provincial compró 400 hectáreas en la entonces zona rural de Coquitlam para construir el Hospital Riverview y los terrenos adyacentes de Colony Farm. En 1909 se inició la construcción de un "Hospital para la Mente" temporal en la propiedad de Riverview.
En 1911, el primer botánico provincial de Columbia Británica, John Davidson, estableció un arboreto, un vivero y un jardín botánico en los terrenos del hospital, a menudo con la ayuda de los pacientes, ya que se creía en su valor terapéutico. El jardín botánico se trasladó a la Universidad de Columbia Británica en 1916, pero el arboreto y el vivero permanecieron.
En 1913 se inauguró un hospital psiquiátrico provincial permanente, administrado por el doctor Henry Esson Young, que atendía a unos 300 pacientes masculinos con enfermedades mentales graves. El edificio se construyó originalmente para alojar a 480 pacientes, pero al final del año albergaba a 919. En esta época, la granja Colony producía más de 700 toneladas de cultivos y 20 000 galones de leche al año, utilizando principalmente la mano de obra de los pacientes. En 1950, el edificio de Crónicos Masculinos pasa a llamarse West Lawn, el de Crónicos Femeninos East Lawn y la Unidad de Psicopatías Agudas se convierte en Centre Lawn. En 1983 se cierra el edificio West Lawn. Un año más tarde, 141 áreas de la ladera superior de Riverview fueron vendidas, subdivididas y desarrolladas como la subdivisión Riverview Heights con 250 casas unifamiliares y el bosque restante de la zona son adquiridos por la ciudad de Coquitlam.
En 1924 se inauguró la Unidad de Psiquiatría de Agudos, más tarde llamada Centre Lawn. Varios miembros del personal del hospital vivían en el remoto emplazamiento, y en 1927 éste se había convertido en una pequeña comunidad llamada Essondale.
En 1930 se inauguró la Unidad de Crónicos Femenina con 675 camas (más tarde llamada East Lawn) debido al hacinamiento. La primera fase de lo que acabaría llamándose Clínica Crease, la Unidad de Veteranos, se inauguró en 1934, y la segunda fase se abrió en 1949, dando a Riverview su edificio más emblemático. Por último, en 1955 se inauguró la Unidad de Tuberculosis (North Lawn), que marcó el punto álgido de la residencia de pacientes.
En 1956 el hospital había alcanzado los 4 306 pacientes. En 1959 el cargo de los servicios de salud mental pasó de la Secretaría Provincial al recién creado Departamento de Servicios Sanitarios. A este traspaso le siguió una transición de los cuidados de custodia a la atención psiquiátrica más activa de los pacientes. En 1967, el doctor Davidson dimitió como viceministro y fue sustituido por el F. G. Tucker, médico residente de Essondale (Riverview) desde 1953 y que, en 1959, se convirtió en director clínico de la Clínica Crease.
En la década de 1960 comenzó un descenso constante de camas e instalaciones que continuó hasta 2004, momento en el que sólo había 800 camas. Hay quien dice que la razón de la disminución del número se debió inicialmente a la introducción de medicamentos antipsicóticos y al desarrollo de unidades psiquiátricas en los hospitales de cuidados intensivos, así como a un cambio hacia la atención ambulatoria. Ya en 1967 se había tomado la decisión de reducir el tamaño del Hospital Riverview. La determinación se planteó oficialmente por primera vez en papel tres años después de la publicación de la Ley de Salud Mental de 1964, que pretendía que la atención de la salud mental estuviera tan disponible para la población como la de la salud física. Ambas leyes funcionaron conjuntamente, de modo que en 1970 había 17 centros de salud mental en Columbia Británica, 12 de los cuales se habían abierto en los cuatro años anteriores.
Los descensos continuaron. En 1969, el gobierno provincial nombró un comité para revisar el papel de la rama de salud mental de los servicios sociales en Columbia Británica. El comité decidió reducir aún más el tamaño de Riverview en un plan declarado para implementar otros centros de atención comunitaria. Mientras se planeaban nuevos cierres, en 1969 se aprobó también una legislación que consideraba a Riverview un "hospital abierto" que permitía a los médicos privados enviar a sus pacientes. Se produjo un cambio de directores formados en psiquiatría a directores administrativos. Como los servicios y las camas disminuían continuamente, al tiempo que se abría el acceso de éste a través de la práctica privada, en 1987 se redactó otro plan oficial para cerrar por completo el hospital y realizar un reemplazo.
Las clínicas regionales empezaron a atraer a los pacientes de Riverview, y tanto los avances en el tratamiento como los eventuales recortes en la financiación hicieron que menos personas recibieran atención de salud mental en toda la provincia. En 1983, se cerró West Lawn y se interrumpieron las operaciones agrícolas en Colony Farm. En 1984, el gobierno provincial vendió 57 hectáreas (141 acres) de los terrenos de Riverview a Molnar Developments. Poco después, estos terrenos se subdividieron y se convirtieron en Riverview Heights, con unas 250 viviendas unifamiliares. En 1985 se abrió una unidad geriátrica de agudos en el Hospital Riverview.
En 1988, la gestión del hospital se transfirió oficialmente de los directores a un consejo de administración nombrado por la provincia: "Lo que comenzó como la sensata idea de utilizar administradores no médicos y capacitados para las tareas administrativas, se ha convertido sutilmente en el uso de administradores no médicos no capacitados, y en una negación simultánea del papel del psiquiatra en el liderazgo clínico". El cambio se había producido desde principios de la década de 1960 y se ha argumentado que fue una de las razones de la decisión del comité de 1969 de reducir el tamaño de Riverview y disminuir la financiación. La junta, como mucho menos experimentada en psiquiatría que los gestores originales, que tenían doctorados y eran psiquiatras formados, fue sustituida de nuevo en 1992 por otra junta sin fideicomisarios que, según se dijo, daba una representación más amplia de las preocupaciones, incluidas las de los consumidores [pacientes], las empresas y los organismos sindicales y comunitarios.
En 1990 se había tomado oficialmente la decisión de reducir Riverview a un centro de 358 camas con la presunta intención de abrir centros de atención regionales en toda la provincia, tal y como se recogía en la Iniciativa de Salud Mental.
En 1992 se publicó el informe Listening: A Review of Riverview Report, un intento de resolver las quejas de los pacientes y sus familiares que habían sido ignoradas durante años. El texto subrayaba la necesidad de "realizar una evaluación completa de la capacidad de decisión de los pacientes y de su red de apoyo personal, y que se notifique al paciente y se le dé la oportunidad de oponerse antes de que se complete un certificado de incapacidad". Los nuevos derechos de los pacientes se aplicaron menos de una década antes de que el hospital cerrara por completo. También en 1992 cerró la Clínica Crease.
En 1992 se formó la Sociedad del Centro de Horticultura de Riverview para preservar los restos del jardín botánico y defender la visión de John Davidson de la terapia psicológica a través de la horticultura.
En el año 2002 había 800 camas en todo Riverview. En 2004 se afirmó que para 2007 se abrirían 400 nuevas camas en otras zonas de Columbia Británica para servicios de salud mental, pero no se mencionaron los lugares ni las fechas. En 2005 se cerró el edificio East Lawn, en 2007 se cerró el edificio North Lawn y en 2012 se trasladaron los últimos pacientes de Centre Lawn y se cerró el hospital de Riverview.[17] Evidentemente, el número de camas que se quitaron y el número de camas que se dijo que se iban a poner en marcha, y la menor cantidad que se puso en marcha en realidad, no coinciden con la cantidad de camas que se cerraron en Riverview.
Otros edificios de los terrenos del Hospital Riverview continuaron siendo instalaciones de salud mental. En 2005, el grupo de trabajo de la ciudad sobre los terrenos del hospital rechazó la idea de construir más viviendas en los terrenos y declaró que los terrenos y los edificios debían protegerse y seguir siendo un centro de salud mental. En 2009, el Hospital Riverview fue incluido en el Registro Canadiense de Lugares Históricos.
En los terrenos de Riverview se han construido otros centros de salud mental, el primero de los cuales fue el Connolly Lodge, inaugurado el 1 de marzo de 2002; el Cottonwood Lodge se abrió unos años más tarde, y el Cypress Lodge el 23 de abril de 2010. En conjunto, estos tres alojamientos tienen capacidad para 64 pacientes. Además, 12 Cottages siguen en uso como alojamiento transitorio para pacientes del Hospital Forense y los edificios Brookside y Hillside albergan un programa residencial de rehabilitación y recuperación de 35 camas dirigido por Coast Mental Health para pacientes con trastornos concurrentes.
La construcción de un centro de salud mental y tratamiento de adicciones financiado por la provincia con 101 millones de dólares en los terrenos de Riverview comenzó en 2017 y abrió sus puertas en octubre de 2021. El nuevo centro para la salud mental y la adicción recibió el nombre de Red Fish Healing Centre for Mental Health and Addiction. Se construyó con capacidad para ofrecer atención en régimen de internamiento a 105 pacientes. Los programas que alberga se han desarrollado para ofrecer atención especializada a adultos con problemas graves y complejos de salud mental y adicción.

## Unidades antes del cierre

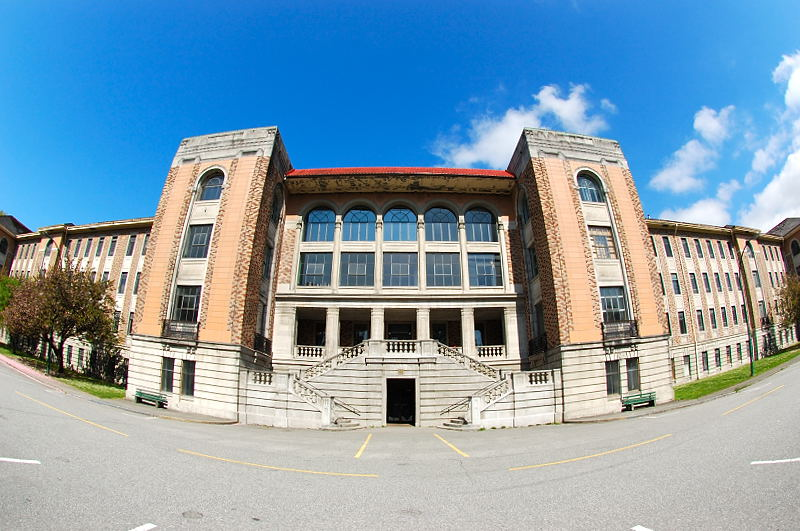
Aspecto de la entrada a la Clínica Crease.

### Edificio de Terapia Industrial
Esta área se puso en marcha en 1963 con un coste total de 505 000 dólares de la época. Los pacientes fueron asignados para la instrucción y la formación en talleres, tales como creación de gabinetes, tapicería, acabado de muebles, metal, impresión, electrónica, maquinaria, colchones, sastrería y zapatería. Se decía que el programa era útil para los pacientes, ya que necesitarían vocaciones cuando se reincorporaran a la vida en la comunidad. Los talleres debían proporcionarles habilidades para trabajar una vez que recibieran el alta del hospital.

### División de Psiquiatría Geriátrica de agudos
Esta división del hospital quedó inaugurada en 1985. Se abrió una Unidad de Admisión Aguda (temporal) con 26 camas. La división pretendía ser la primera etapa de una implementación más amplia de los servicios geriátricos en psiquiatría en toda la Columbia Británica. El programa se centraba en la interacción social y el rápido traslado a la comunidad y a situaciones sociales.

## Industria cinematográfica
Las estructuras vacías que formaban el hospital se utilizan ahora a menudo como lugares de rodaje para la industria cinematográfica. Programas y películas como Watchmen, Supernatural, Expediente X, Arrow, Elf, Smallville, Happy Gilmore, Prison Break, Riverdale, Motherland: Fort Salem, El efecto mariposa, Destino final 2 o Grave Encounters, así como su secuela, entre otras tantas, utilizaron la propiedad de Riverview para formar decorados que representan una gran variedad de escenas. Una parte importante de Deadpool 2, incluidas las secuencias de la batalla inicial y final, se rodó en Centre Lawn.

## En publicaciones

### Riverview Reminisces
Riverview Reminisces es una colección de historias y anécdotas del personal del Hospital Riverview. Las historias recogidas abarcan desde los primeros años de existencia de Riverview hasta los últimos años antes de su cierre. Se publicó en 1992.

### Mental Health Consultation Report: A Draft Plan to Replace Riverview
En 1987 salió a la luz el borrador del plan para reemplazar el Hospital Riverview. Dicho informe afirmaba: "La implementación implicará el rediseño y la reasignación de los recursos existentes aplicados en el Hospital Riverview" (21). Riverview debía reducirse a una capacidad de 550 pacientes de media/larga estancia desde los 1.306 que tenía entonces, y los recursos se reasignarían "en otros lugares de la comunidad" (ibid.).
Se dijo que el proceso consistía en lo siguiente 218 ETC de personal para tareas de gestión de casos/tratamiento de pacientes externos, lo que supondría que el sistema de salud mental dispondría de 4 360 unidades adicionales de atención; 1.090 plazas adicionales de pacientes para los programas de apoyo comunitario (es decir, sociales/recreativos y de habilidades para la vida/vocacionales); 310 camas adicionales de atención residencial para la atención de la salud mental divididas entre centros de tratamiento residencial intermedio y especial para adultos; 60 camas de atención psiquiátrica aguda que se añadirían al sistema hospitalario general (ibid.).
Se sugirió que la implementación fuera un proceso en dos etapas. La primera etapa debía incluir el desarrollo de recursos de tratamiento residencial comunitario, de programas de día y de gestión de casos/tratamiento ambulatorio en toda la provincia para reducir la población de pacientes de Riverview a 550 en 3 años. Se sugirió que la primera etapa incluyera camas adicionales en los hospitales generales y el ensayo de unidades de hospitalización de media/larga duración en las zonas urbanas. La implantación de las unidades de cuidados de media/larga duración debía tener lugar después de los tres años para coincidir con el cierre previsto de Riverview a los cinco años de esa fecha (ibid.).
Se consideró necesario un periodo de transición ordenado para que los pacientes fueran reubicados en entornos comunitarios adecuados con "suficiente personal y programas de salud mental para supervisar, seguir y promover su readaptación fuera de la institución" (22).
El informe hacía hincapié en que la aplicación del plan debe ser gradual y ordenada, con un seguimiento continuo para garantizar que el sistema satisface las necesidades de los enfermos mentales. También repite que debe haber una evaluación y supervisión cuidadosa de los pacientes que se trasladan desde el Hospital Riverview, que cualquier traslado debe basarse en una evaluación clínica y que debe haber una discusión adecuada con los familiares. (ibid.).
En el informe se recomendaba encarecidamente la atención domiciliaria y familiar para los pacientes geriátricos.
En las secciones tituladas "Resumen de recomendaciones", las dos primeras presentadas reforzaban el papel de las familias para cuidar de los pacientes. La tercera hacía hincapié en el papel de los programas de voluntariado para ayudar a los enfermos mentales. También se sugirió el papel del médico convertido en el especialista para el tratamiento de las enfermedades mentales. La sugerencia 14 afirma que los servicios generales de la comunidad deben desempeñar un papel importante en la ayuda a los enfermos mentales. La recomendación 25 también reforzaba el papel de los médicos generales y de los psiquiatras comunitarios (30).
Así pues, se esperaba evitar que el cambio supusiera un aumento de las finanzas. Además, se planteaba disminuir la cantidad global de fondos que el gobierno provincial destinara a la atención psiquiátrica. Sea como fuere, las recomendaciones afirmaron claramente que "el nivel actual de recursos financieros del Hospital Riverview debería estar disponible para el tratamiento, la rehabilitación y el apoyo de los enfermos mentales trasladados a centros y programas comunitarios" (22).
A pesar de los recortes financieros, muchas de las recomendaciones exigían contar con camas suficientes para los enfermos mentales agudos, una evaluación y supervisión adecuadas y una formación suficiente para las nuevas carreras que se ofrecerán a medida que cambie la atención psiquiátrica. Y lo que es más importante, las recomendaciones 63 y 64 afirman que todos los programas debían estar en marcha antes de cualquier reducción o ajuste en Riverview, con una financiación puente entre el hospital psiquiátrico y los programas comunitarios (32). El informe, aunque recomendaba sutilmente una disminución de la ayuda financiera gubernamental para los servicios psiquiátricos, afirmaba en numerosas ocasiones que era crucial la financiación suficiente y la atención adecuada en los traslados, incluidos los recursos comunitarios previamente implementados.

### B.C. Housing:A Vision for Renewing Riverview
En 2015, B.C. Housing publicó A Vision for Renewing Riverview; una iniciativa para convertir los terrenos de Riverview en un municipio administrado por la provincia que incluyera viviendas para enfermos mentales y para indígenas. En 2019, el gobierno de la Columbia Británica no actuó ni apostó por esta iniciativa.

## Impacto del cierre
La "Iniciativa de Salud Mental" de 1990 establecía que el gobierno provincial invertiría 26 millones de dólares en financiación adicional durante los 10 años siguientes. Pero sólo se inició el primer pago y, en 1992, el segundo llevaba 18 meses de retraso.
En 1992, alrededor de 8 000 de los ingresos anuales de urgencia en los centros de salud mental de Vancouver eran personas con adicciones a las drogas y enfermedades mentales. Se afirmó que "el Hospital Riverview de Port Coquitlam se está vaciando, y los enfermos son arrojados a los coyotes".
Joseph Noone, el director clínico psiquiatra en jefe de Riverview en 1992 afirmó que en el borrador del plan para sustituir el hospital de Riverview había "una fe mágica en que el gobierno de Crédito Social cumpliría sus promesas de ampliar los servicios en la comunidad una vez que hubieran reducido el tamaño de este hospital". Noone afirma que sospechaba del informe desde su publicación. Noone también afirmó que cada año entraban y salían de Riverview mil pacientes.
Los Servicios de Salud Mental del Gran Vancouver tenían sólo 115 trabajadores a tiempo completo con más de 4 000 pacientes en el mismo año. Los expacientes de Riverview a menudo se quedaban sin ayuda o sin soporte económico, lo que provocaba que acudieran en masa al Downtown Eastside de Vancouver.
Mark Smith, director de Triage, un centro de acogida de Vancouver, declaró que "no hay ninguna vivienda disponible para estas personas, ni siquiera casas de acogida". También dice que la mayoría de las veces, Riverview intentaba dar de alta a sus pacientes directamente en el refugio nocturno. Afirma que las altas masivas estaban convirtiendo el Downtown Eastside de Vancouver en un gueto de salud mental. También mencionó que muchos de sus clientes que habían sido dados de alta recientemente de Riverview (en su mayoría esquizofrénicos) se suicidaban poco después de ser dados de alta debido a que no se medicaban adecuadamente por falta de supervisión profesional.
Andrew Wan, un trabajador de la salud mental de Kitsilano, declaró que en 1992 las condiciones de los internados de gestión privada no solían ser mejores que las de los demás. Estos lugares se gestionan con ánimo de lucro, por lo que se escatiman los gastos.
Entre 1994 y 1995 los gastos en servicios de salud mental en la Columbia Británica aumentaron un 34% respecto a 1990-91. El gobierno regional había invertido el dinero sobrante en el sistema sanitario.
En abril de 1996, el Grupo de Recursos de Gestión de Vancouver declaró que el Consejo de Salud de Vancouver estaba elaborando un presupuesto basado en la suposición de que la disminución de los pagos de las transferencias federales supondría un statu quo o una reducción del presupuesto global para 1996/1997". El aumento de la financiación duró muy poco.
Con optimismo, el mismo informe de 1996 afirmaba que, debido a los numerosos informes de los medios de comunicación sobre la crisis del sistema actual que sugerían que la reducción de Riverview estaba provocando una presión inaceptable en el resto del sistema, la Junta de Riverview recomendó, y el Ministerio apoyó, detener la reducción de camas de hospitalización en Riverview hasta que el sistema se estabilizara.
En 2002 había 800 camas en Riverview. En la reunión de las partes interesadas se afirmó que para 2007 habría 920 camas especializadas en salud mental ubicadas en hospitales más pequeños de toda Columbia Británica, pero no se indicaron fechas, lugares ni nombres. Tampoco se mencionó la apertura de centros en la ciudad de Vancouver.
Los comunicados de prensa de la Autoridad Provincial de Servicios Sanitarios indicaban que las condiciones habían mejorado siete años después. En 2003, se habían abierto tres nuevos centros de salud mental en Prince George, Kamloops y Victoria. Junto con los nuevos edificios se dio de alta a 80 pacientes de Riverview. No indicaron si se habían implementado camas para los pacientes que ya habían sido dados de alta antes de la construcción de los tres nuevos edificios que se llenaron inmediatamente con los pacientes de Riverview de entonces.
En la reunión de las partes interesadas de 2004, se afirmó que había 84 camas nuevas en centros de alojamiento de salud mental en Columbia Británica. De 2003 a 2004, se habían añadido oficialmente cuatro camas. En la misma reunión, se afirmó que para 2007 se iban a abrir más de 400 camas de salud mental de nueva creación en las Autoridades Sanitarias de la Costa de Vancouver y de Fraser, lo que suponía un descenso de 520 camas con respecto a lo declarado el año anterior. En la misma reunión, el presidente de los servicios de salud mental de la PHSA, Leslie Arnold, declaró: "Se elabora un plan de atención de transición integral, que incluye la aportación de los familiares, de cada paciente del RVH antes de su traslado".
En 2013, el entonces alcalde de Maple Ridge declaró que estaba preocupado por el número de personas con enfermedades mentales que vivían en la calle en Lower Mainland. Su ayuntamiento impulsó la reapertura del Hospital Riverview para ayudar a resolver el problema.
El 20 de septiembre de 2013, el Gobierno de Columbia Británica rechazó la recomendación de la Unión de Alcaldes de Columbia Británica de reabrir el Hospital Riverview. La razón que dio el primer ministro fue que la reinstitucionalización no es la solución a la falta de vivienda o a la adicción a las drogas. En su lugar, hay "un nuevo conjunto de problemas que tenemos que tratar". Lo que hay que abordar son las lagunas en el sistema de atención sanitaria de la comunidad.
La demolición del edificio Valleyview, uno de los últimos edificios en cerrar, comenzó en 2016.